# Rádio Regina
Rádio Regina, en abrégé SRo 2, est une station de radio publique slovaque du groupe Rozhlas a televízia Slovenska (RTVS).
Il s'agit d'une radio régionale, qui dispose de trois antennes locales situées à Bratislava, Banská Bystrica et Košice. C'est la cinquième station la plus écoutée de Slovaquie.